# Нарский, Игорь Сергеевич
И́горь Серге́евич На́рский (18 ноября 1920, Моршанск, СССР — 7 августа 1993, Москва, Россия) — советский философ, историк философии, видный деятель советской культуры. Доктор философских наук, профессор.

## Биография
В 1939 году поступил в Институт философии, литературы и истории (МИФЛИ). В годы Великой Отечественной войны — на фронте.
В 1943 году вступил в ВКП(б). После войны продолжил учёбу на философском факультете МГУ. Окончив его в 1948 году, поступил в аспирантуру МГУ и в 1951 году защитил кандидатскую диссертацию «Из истории польской философии XIX века: Мировоззрение Э. Дембовского».
Преподавал на кафедре истории зарубежной философии МГУ (1951—1971), в 1965—1966 годах заведовал кафедрой логики. В 1961 году получил степень доктора философских наук за работу «Критика основных идей неопозитивизма». В 1970 году перед выдвижением в члены-корреспонденты АН СССР написал заявление на имя президента Академии М. В. Келдыша, где сообщил, что вопреки слухам, не является польским евреем и просил «ознакомить с настоящим заявлением членов Отделения философии и права АН СССР». В 1974—1980 годах работал старшим научным сотрудником Института философии Академии Наук СССР. В 1981 году профессору Нарскому было присвоено звание «Заслуженный деятель науки РСФСР».
И. С. Нарским опубликована серия статей о Канте во всех выпусках «Кантовского сборника» до 1991 года, начиная с момента основания этого издания в Калининграде в 1971 году. Внесён вклад в разработку диалектической логики.
Похоронен на Хованском кладбище.

## Сочинения

### Книги
- Современный позитивизм. — М., 1961.
- Философия Бертрана Рассела. — М., 1962.
- Философия Давида Юма. — М.: Изд-во МГУ, 1967. — 358 с. Архивировано 26 мая 2011 года.
- Диалектическое противоречие и логика познания. М., 1969
  - Dialektyczna sprzeczność i logika poznania, tłum. Wanda Lipnik, Państwowe Wydawnictwo Naukowe, Warszawa 1981
- Готфрид Лейбниц. — М.: Мысль, 1972. — 239 с. — (Мыслители прошлого). — 40 000 экз. Архивировано 30 августа 2014 года.
- Давид Юм. — М.: Мысль, 1973. — 180 с. — (Мыслители прошлого). — 95 000 экз. Архивировано 11 августа 2014 года.
- Западноевропейская философия XVIII века: Учебное пособие. — М.: Высшая школа, 1973. — 302 с. — 18 000 экз. Архивировано 4 марта 2016 года.
  - Западноевропейская философия XVIII века. — М.: Высшая школа, 1973.— 304 с.
- Западноевропейская философия XVII века. Учеб. пособие. — М.: Высшая школа, 1974. — 379 с. — 30 000 экз. (недоступная ссылка)
  - Западноевропейская философия XVII века. — М.: Высшая школа, 1974. — 384 с.
- Западноевропейская философия XIX века. — М., 1976.
- Кант. — М., 1976.
- Дьёрдь Лукач. — М., 1989 (в соавт. с Б. Н. Бессоновым)

### Статьи
- К вопросу о соотношении формальной логики и диалектики // Вестник Московского университета. Сер. 8: Экономика, философия. — 1960. — № 3.
- О традициях в истории философии // Вопросы философии. — 1961. — № 6.
- Об историко-философском развитии понятия «отчуждение» // Философские  науки. — 1963. — № 4. — С. 97-106.
- Давид Юм и его философия. — Вступительная статья к кн.: Юм, Давид. Сочинения в двух томах / Под общ. ред., со вступит. статьей и прим. И. С. Нароского. — М.: Мысль, 1965. — Т. 1. — С. 5—64. — 847 с. с илл., 1 л. портр. с. — (Философское наследие). — 5500 экз.
- О некоторых уроках критики В. И. Лениным берклианства // Вестник Московского университета. Сер. 7. Философия. — 1966. — № 1.
- Проблема отчуждения в экзистенциализме и религия // Научные доклады высшей школы. Философские  науки. — 1966. — № 1. — С. 62-72.
- Противоречие // Философская энциклопедия, т. 4. М., 1967
- Проблема отчуждения в трудах Карла Маркса (От «Экономическо-философских рукописей» к «Капиталу») // Науч. докл. высш. шк. Филос. науки. — 1967. — № 4. — С. 47-57.
- О проблеме "человеческой природы" в ранних трудах К. Маркса // Вестник Московского университета. Сер. 7. Философия. — 1967. — № 6. — С. 11-20.
- Логика "Капитала" Маркса // Вестник Московского университета. Сер. 7. Философия. — 1968. — № 2. — С. 22-31.
- Карл Маркс и теория отражения // Научные доклады высшей школы. Философские  науки. — 1968. — № 3. — С. 3-14.
- К вопросу об отражении свойств внешних объектов в ощущениях // Проблемы логики и теории познания : Сб. — М., 1968.
- Истолкование категории «случайность» // Философские  науки. — 1970. — № 1. — С. 43-53.
- О теоретическом исследовании основной историко-философской противоположности // Философские  науки. — 1970. — № 4. — С. 133-144.
- Проблема отношения диалектического противоречия к формальнологическим связям в философии Гегеля // Вестник Московского университета. Сер. 8. Философия. — 1970. — № 4. — С. 29-38.
- Гегель и современная логика // Вопросы философии. — 1970. — № 8. — С. 44-54.
- Фридрих Энгельс и теория отражения // Вестник Московского университета. Сер. 7: Философия. — 1970. — № 5.
- Еще раз о предмете и функциях философии марксизма // Философские  науки. — 1971. — № 1.
- Метод Лейбница как система взаимодействия противоположных принципов // Философские  науки. — 1971. — № 3.
- Судьбы неопозитивистской концепции причинности // Научные доклады высшей школы. Философские  науки. — 1972. — № 1. — С. 102-110.
- О месте логики науки среди наук о познании // Научные доклады высшей школы. Философские  науки. — 1973. — № 5. — С. 25-34.
- Соотношение «двух логик» в теории познания Канта // Философские  науки. — 1974. — № 2.
- Диалектическая проблематика Канта // Философские  науки. — 1974. — № 5.
- У истоков субъективного идеализма. — Вступительная статья к кн.: Беркли. Сочинения / Сост., общ. ред. и вступит. статья И. С. Нарского. — М.: Мысль, 1978. — С. 5—38. — 556 с. — (Философское наследие). — 50 000 экз.
- Джон Локк глазами XX века // Философские науки. — 1982. — № 2.
- On the Conception of Truth (англ.) // Mind. New Series. — 1965. — Vol. 74, no. 296. — P. 530—539.
- The Question of the Objective Content of Sensations (англ.) // Ajatus[фин.]. — 1976. — Vol. 36. — P. 44—74.

### Научная редакция
- Современная буржуазная философия. — М., 1972. Учебник под ред. А. С. Богомолова, Ю. К. Мельвиля[чеш.], И. С. Нарского.
Буржуазная философия кануна и начала империализма. — М., 1977. Учебник под ред. А. С. Богомолова, Ю. К. Мельвиля, И. С. Нарского.
Современная буржуазная философия. — М., 1978. Учебник под ред. А. С. Богомолова, Ю. К. Мельвиля, И. С. Нарского.